# Maoristolus tonnoiri
Maoristolus tonnoiri är en insektsart som först beskrevs av Ernst Evald Bergroth 1927.  Maoristolus tonnoiri ingår i släktet Maoristolus och familjen Aenictopecheidae. Inga underarter finns listade i Catalogue of Life.